# A casa redonda
A Casa Redonda (título original The Round House) é um livro da escritora estadunidense Louise Erdrich, publicado em 2 de outubro de 2012, pela HarperCollins. No Brasil, ele foi lançado em 2014, pela Editora Alfaguara. O romance é a 14ª obra publicada da autora e é o segundo livro da sua "trilogia da justiça", que inclui The Plague of Doves (Harper, 2008) e LaRose (2016). A Casa Redonda conta a história de Joe Coutts, um menino de 13 anos que, junto com seus amigos, tenta investigar o estupro que sua mãe sofreu.  O enredo ocorre na reserva da tribo Ojibwe na Dakota do Norte.
O livro foi vencedor do National Book Award for Fiction em 2012.

## Sinopse

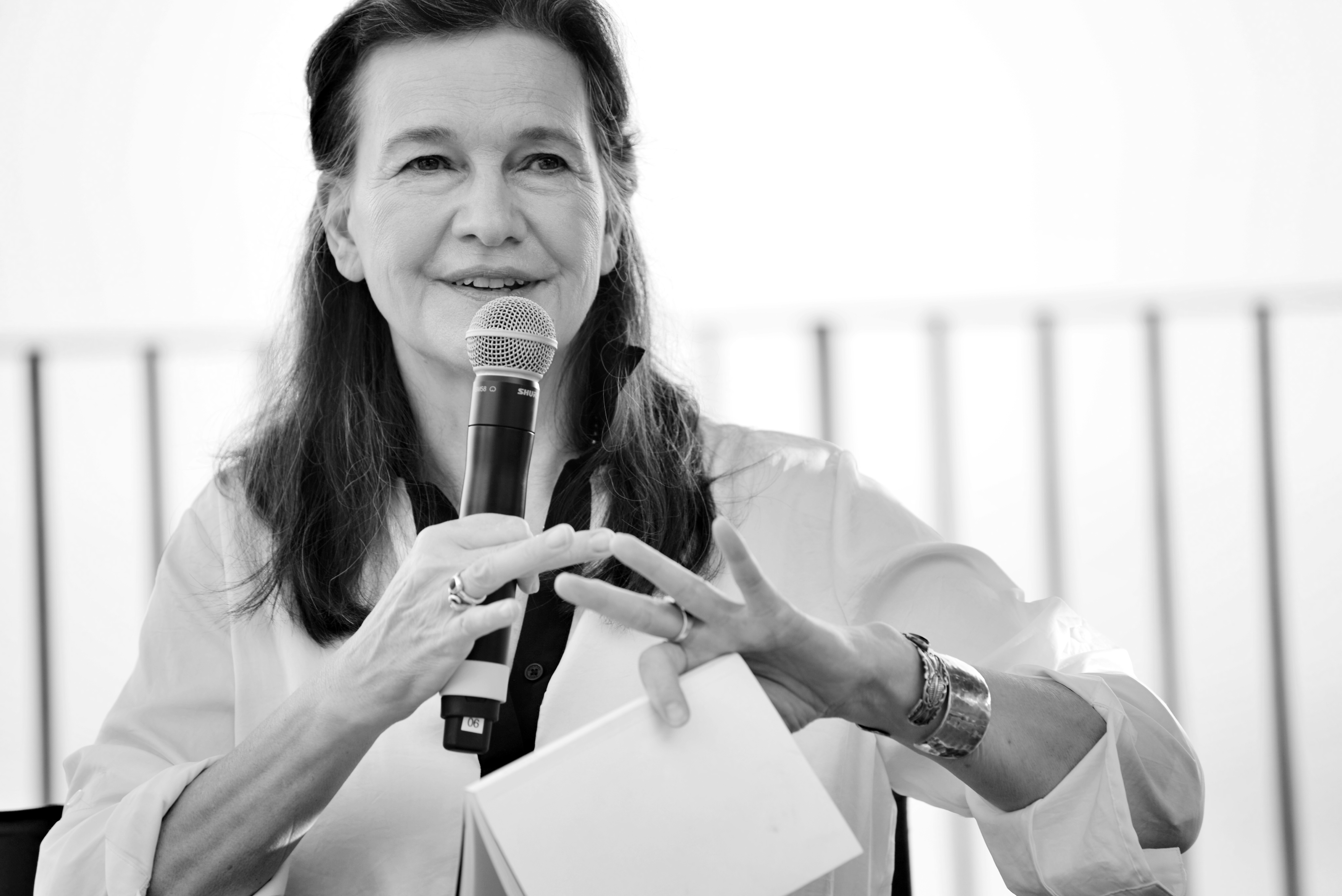
Louise Erdrich

O livro se passa no ano de 1988 e conta a história de Joe, um menino ojibwe de 13 anos que vive com a família em uma reserva indígena no Estado de Dakota do Norte, local em que vive grande parte de sua tribo. O pai, Antone Bazil Coutts, é um juiz tribal, e sua mãe, Geraldine, trabalha no cartório tribal da reserva.
Um dia, Geraldine é estuprada com enorme violência física nas proximidades da Casa Redonda, um local sagrado onde os indígenas da reserva adoram seus antepassados. Joe tenta desvendar o crime com a ajuda de seus amigos e a família tenta superar o ataque enquanto lida com a incapacidade de conseguir justiça pelo crime.

## Contexto da obra
Erdrich, assim como os personagens de sua obra, pertence à tribo ojibwe por parte de sua mãe, e trata seus escritos como um “entendimento emocional” das experiências de sua tribo e de seus antepassados. Ela foi foi fortemente inspirada pelas obras dos romances Yoknapatawpha de William Faulkner.  Por causa disso, os romances de Erdrich são todos ambientados principalmente no mesmo local fictício centrado nas pessoas que viveram lá por várias gerações.  A Casa Redonda se passa na mesma reserva de uma das obras anteriores de Erdrich, Plague of Doves, e a mesma que aparece na conclusão da trilogia, LaRose. 
A autora declarou que o livro é um "suspense que mascara uma cruzada". Em 2013, a autora publicou um artigo no jornal The New York Times intitulado "Estupro na Reserva" chamando a atenção às circunstâncias deploráveis que muitas mulheres nativo americanas sofriam. Há pelo menos três aspectos fortes que foram passados ao livro: o background histórico das leis tribais que contribuem para a crise de violência sexual em reservas, a descrição dos efeitos deixados pela violência sexual e o pedido da autora que leis federais e o Ato contra a Violência contra Mulheres, atuem na causa.
Uma das questões discutidas no livro é o fato que tribunais tribais não podem processar pessoas não indígenas que cometem crimes em terras tribais, a menos que autorizadas pelo Congresso. Isso deixa as mulheres indígenas especialmente vulneráveis à violência cometida por homens brancos.
Por isso, a obra é considerada antes de tudo um tratado a respeito da violação dos direitos da população indígena em solo estadunidense.